# Ingegneria di manutenzione
L'ingegneria di manutenzione comprende le teorie e le tecniche necessarie a progettare la manutenzione e a strutturarne la gestione in un'ottica di miglioramento continuo, nella garanzia della sicurezza di persone e impianti, nel rispetto della normativa vigente e delle sue prospettive evolutive nella direzione della sostenibilità.
L'affidabilità è spesso ritenuta la più importante misura fra le possibili dimensioni di analisi per quest'area aziendale e tematica.
Importanti metodologie e strumenti sono:
- FMEA/FMECA
- RCM, Reliability Centered Maintenance
- Diagnostica tecnica precoce
- CND, Controlli non distruttivi
- Sei Sigma

Alcuni processi aziendali ordinariamente attribuiti alla responsabilità dell'unità organizzativa "Ingegneria della Manutenzione", sono::
- analisi dei guasti e delle cause di guasto dell'impianto: identificazione del livello di criticità delle macchine, analisi dei fattori potenziali e delle effettive cause di guasto, proposte di interventi proattivi per la manutenzione, ovvero correttivi.
- definizione del mix ottimale per le politiche manutentive dell'impianto (opzioni non tutte reciprocamente esclusive): manutenzione preventiva, predittiva, condizionale, migliorativa, oppure "a guasto".
- definizione degli standard di lavoro: pianificazione degli standard di lavoro e della turnazione, diffusione delle buone pratiche di intervento di manutenzione.
- ingegneria dei materiali tecnici: gestione anagrafica dei numeri di particolare, standardizzazione dei materiali, scelta e dimensionamento delle politiche di gestione dei materiali.
- definizione dell'assetto di terziarizzazione: scelta dell'assetto di make or buy, scelta e valutazione dei fornitori, formalizzazione dei capitolati, sottoscrizione del codice etico aziendale.
- progettazione congiunta di tecnologia ed organizzazione: diffusione delle procedure aziendali, predisposizione del sistema informativo di manutenzione, formazione continua e valutazione del personale di manutenzione.